# 오오타 나오
오오타 나오(일본어: 太田 奈緒 오타 나오[*], 1994년 12월 5일~)는 일본의 아이돌이며, 여성 아이돌 그룹 전 AKB48 팀8 교토부 대표와 캡틴, 최연장자, 팀B의 멤버이다.

## 내력
2014년 
- 4월 3일, 프로젝트 발표회에서 팀8 멤버로서 첫 피로했다.
- 8월 6일, 팀8 「PARTYが始まるよ」공연으로 극장 공연에 데뷔했다.

2017년
- 12월 8일, AKB48 극장에서 열린 〈AKB48 12주년 특별 기념 공연〉에서 팀B와의 겸임이 발표되었다.

2019년
- 12월 20일, AKB48를 졸업.

## AKB48에서의 참가곡

### 싱글 CD 선발곡
- 〈心のプラカード 마음의 플래카드〉에 수록
  - 47の素敵な街へ / 47의 멋진 거리에 - 팀8 명의
- 〈望的リフレイン 희망적 리프레인〉에 수록
  - 制服の羽根 / 제복의 날개 - 팀8 명의
- 〈Green Flash〉에 수록
  - 挨拶から始めよう / 인사부터 시작하자 - 팀8 명의
- 〈唇にBe My Baby 입술에 Be My Baby〉에 수록
  - あまのじゃくバッタ / 심술꾸러기 메뚜기 - Team 8 명의
- 〈翼はいらない 날개는 필요 없어〉에 수록
  - 夢へのルート / 꿈으로의 길 - Team 8 명의
- 〈ハイテンション 하이텐션〉에 수록
  - 思春期のアドレナリン / 사춘기 아드네랄린 - Team 8 East 명의
- 〈願いごとの持ち腐れ / 소원을 간직할 뿐〉에 수록
  - 生きることに熱狂を! / 사는 것에 열광을! - Team 8 명의
- 〈＃好きなんだ ＃좋아해〉에 수록
  - 月の仮面 / 달의 가면 - 업커밍걸즈 명의
  - プライベートサマー / 프라이드 서머- SHOWROOM 선발 명의
- Teacher Teacher
  - 新しいチャイム / 새로운 챠임 - Team B 명의
  - 蜂の巣ダンス / 벌집 댄스 - Team 8 명의

### 앨범 CD 수록곡
- 《ここがロドスだ、ここで跳べ! 여기가 로도스다, 여기서 뛰어라!》에 수록
  - へなちょこサポート / 풋내기 서포트 - 팀8 명의
- 《0と1の間 0과 1 사이》에 수록
  - 一生の間に何人と出逢えるのだろう / 평생 몇 명이나 사람을 만나는 걸까 - 팀8 명의

## 출연

### TV 프로그램
- AKBINGO! (부정기 출연, 닛폰 TV)
- AKB48의 너, 누구? (부정기 출연, NOTTV)
- AKB48 SHOW! (부정기 출연, BS 프리미엄)